# René Weiler
Pour les articles homonymes, voir Weiler.
René Weiler, né le 13 septembre 1973 à Winterthour, est un footballeur international suisse. Reconverti entraîneur, il a notamment remporté un titre de champion de Belgique et une Supercoupe de Belgique avec le Royal Sporting Club Anderlecht.

## Biographie

### Joueur
René Weiler joue au FC Winterthour, au FC Aarau, au Servette FC et au FC Zurich. Il dispute au cours de sa carrière de joueur, six matchs en Ligue des champions, et plus d'une centaine de matchs en première division suisse.
Il reçoit une sélection en équipe de Suisse, lors de l'année 1997. Il s'agit d'une rencontre amicale, disputée contre la Russie, à Hong Kong, le 10 février 1997 (défaite 2-1).

### Entraîneur
Après sa carrière de joueur, il se reconvertit comme entraîneur. Il dirige les clubs suisses du FC Saint-Gall, du FC Schaffhouse, et du FC Aarau.
En 2014, il quitte la Suisse pour entraîner le club du FC Nuremberg en Allemagne. Neuvième au terme de sa première saison, il mène le club de Franconie à la troisième place de la  2.Bundesliga en 2016, mais échoue de peu dans le barrage vers la Bundesliga, contre l'Eintracht Francfort.
Il dirige ensuite l'équipe belge d'Anderlecht à compter de juin 2016 avec laquelle il participe aux qualifications de la Ligue des champions et, à la suite de mauvais résultats, à la phase de groupe Ligue Europa. Sous sa direction, les Mauves atteignent les quarts de finale de Ligue Europa. La même année, il conduit Anderlecht vers 34e titre de champion de Belgique de son histoire, titre, qu'ils n'avaient plus remporté depuis trois ans.
À la suite d'une succession de résultats mitigés et mis sous pression par les supporters anderlechtois pour la médiocrité du fond de jeu proposé, le coach suisse et son club, le RSCA, décident de se séparer le 18 septembre 2017.

## Palmarès

### Entraîneur
- Champion de Suisse de D2 en 2013 avec le FC Aarau.
- Champion de Belgique en 2017 avec Anderlecht.
- Vainqueur de la Supercoupe de Belgique en 2017 avec Anderlecht.
- Vainqueur de la Supercoupe d'Égypte en 2019 avec Al-Ahly.
- Champion d'Egypte en 2020 avec Al-Ahly.
- Vainqueur de la Coupe Suisse en 2024 avec Servette FC

## Distinction personnelle
- Élu « Entraîneur de l'année » lors du gala du Footballeur pro de l'année 2017[7]